# Bhutan na Letnich Igrzyskach Olimpijskich 2024
Bhutan na Letnich Igrzyskach Olimpijskich 2024 – występ kadry sportowców reprezentujących Bhutan na igrzyskach olimpijskich, które odbyły się w Paryżu we Francji, w dniach 26 lipca – 11 sierpnia 2024.
Reprezentacja Bhutanu liczyła troje zawodników – kobietę i dwóch mężczyzn, którzy wystąpili w 3 dyscyplinach.
Był to jedenasty start Bhutanu na letnich igrzyskach olimpijskich.

## Reprezentanci

### Lekkoatletyka
| Zawodnik      | Konkurencja | Finał    | Finał   | Źródło |
| Zawodnik      | Konkurencja | Rezultat | Pozycja | Źródło |
| ------------- | ----------- | -------- | ------- | ------ |
| Kinzang Lhamo | maraton (k) | 3:52:59  | 80.     | [ 1 ]  |

### Łucznictwo
| Zawodnik  | Konkurencja       | Runda rankingowa | Runda rankingowa | 1/32             | 1/16             | 1/8              | Ćwierćfinały     | Półfinały        | Finał            | Finał   | Źródło |
| Zawodnik  | Konkurencja       | Wynik            | Miejsce          | Przeciwnik Wynik | Przeciwnik Wynik | Przeciwnik Wynik | Przeciwnik Wynik | Przeciwnik Wynik | Przeciwnik Wynik | Pozycja | Źródło |
| --------- | ----------------- | ---------------- | ---------------- | ---------------- | ---------------- | ---------------- | ---------------- | ---------------- | ---------------- | ------- | ------ |
| Lam Dorji | indywidualnie (m) | 663              | 28.              | Paoli P 3-7      | NQ               | NQ               | NQ               | NQ               | NQ               | 33.     | [ 2 ]  |

### Pływanie
| Zawodnik      | Konkurencja            | Eliminacje | Eliminacje | Półfinał | Półfinał | Finał | Finał | Źródło |
| Zawodnik      | Konkurencja            | Czas       | Poz.       | Czas     | Poz.     | Czas  | Poz.  | Źródło |
| ------------- | ---------------------- | ---------- | ---------- | -------- | -------- | ----- | ----- | ------ |
| Sangay Tenzin | 100 m st. dowolnym (m) | 56,08      | 74.        | NQ       | NQ       | NQ    | NQ    | [ 3 ]  |